# Stade de Ruyigi
Stade de Ruyigi to piłkarski stadion w mieście Ruyigi, w Burundi. Swoje mecze rozgrywa na nim drużyna Flambeau de l'Est. Stadion pomieści 2 000 widzów.